# Грэм, Джеймс, 2-й маркиз Монтроз
Джеймс Грэм, 2-й маркиз Монтроз (англ. James Graham, 2nd Marquess of Montrose; ок. 1631 — февраль 1669) — шотландский дворянин и судья, прозванный «Добрым» маркизом.

## Ранняя жизнь
Второй сын Джеймса Грэма, 1-го маркиза Монтроза (1612—1650), его жены, леди Магдалина Карнеги (? — 1645), дочери Дэвида Карнеги, 1-го графа Саутеска, и Маргарет Линдси. По отцовской линии он был внуком Джона Грэма, 4-го графа Монтроза (1573—1626), и леди Маргарет Рутвен, дочери Уильяма Рутвена, 1-го графа Гоури.
Вскоре после смерти своего старшего брата Джона Грэма, графа Кинкардина (1630—1645), на Болоте Гайт в 1645 году Джеймс был схвачен генералом Джоном Урри в Монтрозе, Ангус, где в возрасте около 14 лет он посещал школу с репетитором. Некоторое время он находился в заключении в Эдинбургском замке.

## Поместье Монтроз
После казни Джеймса Грэма, 1-го маркиза Монтроза, за государственную измену 21 мая 1650 года поместья Монтроза были конфискованы. После поражения короля Карла II в 1652 году маркиз Монтроз появился в Лондоне, был принят Оливером Кромвелем и быстро отбыл в Шотландию, где ему были возвращены его поместья. В следующем году он принял участие в восстании в Хайленде под командованием Уильяма Каннингема, 9-го графа Гленкэрна.
В марте 1653—1654 годов Джеймс Грэм поссорился со своим наследственным врагом Арчибальдом Кэмпбеллом, лордом Лорном (почетный титул будущего 9-го графа Аргайла). Когда дела в Хайленде стали казаться отчаянными, он и Гленкэрн послали к Джорджу Монку, чтобы они сдадутся при условии сохранения им жизни. Вскоре после этого маркиз Монтроз с отрядом в двести человек был полностью разгромлен под Корнет-Пис. Затем он и его партия заключили сепаратный мир с генералом Монком, согласившись 23-го числа приехать в Данди и сложить оружие.
После Реставрации Стюартов маркиз Монтроз принял участие в государственных похоронах своего отца в аббатстве Холируд 1 января 1661 года. Он отказался голосовать на суде над Арчибальдом Кэмпбеллом, 1-м маркизом Аргайлом, в апреле следующего 1662 года, заявив, что не может быть беспристрастным. Монтроз предъявил денежный иск его сыну Арчибальду Кэмпбеллу, 9-му графу Аргайлу, в качестве компенсации за земли, которые были отданы маркизу Монтрозу по конфискации его отца. Этот вопрос привел к судебному разбирательству между ними, но была достигнута договоренность о переговорах, и 23 февраля 1667 года они выпили за здоровье друг друга в присутствии лордов-комиссаров.
Маркиз Монтроз был назначен чрезвычайным лордом сессии, 25 июня 1668 года.

## Личная жизнь
20 декабря 1656 года Джеймс Грэм, 2-й маркиз Монтроз, Монтроз был женат на леди Изабелле Дуглас (1630—1673), пятой дочери Уильяма Дугласа, 7-го графа Мортона (1582—1648), и леди Энн Кейт (? — 1648). У супругов было пять детей:
- Джеймс Грэм, 3-й маркиз Монтроз (20 октября 1657 — 25 апреля 1684), женился на леди Кристиан Лесли[1].
- Лорд Чарльз Грэм (? — 25 сентября 1674)[1]
- Энн Грэм (? — 14 февраля 1709), которая вышла замуж за Александра Ливингстона, 3-го графа Каллендара (? — 1692)[1].
- Джейн Грэм, которая вышла замуж за Джонатана Уркарта из Кромарти (ок. 1659 — ок. 1690)[1]
- Гризель Грэм (? — 30 июня 1728), которая вышла замуж за Уильяма Кокрейна (? — 1717), второго сына Уильяма Кокрейна, лорда Кокрейна (? — 1679)[1].

Он умер в феврале 1669 года, и граф Аргайл, которого он назначил опекуном своего сына, отправился из замка Инверэри в Пертшир, чтобы присутствовать на его похоронах.

## Потомки
Его внук, Джеймс Грэм, 4-й маркиз Монтроз (1682—1742), получил в 1707 году титул 1-го герцога Монтроза в награду за его важную поддержку Акта об унии, будучи лордом-президентом Шотландского тайного совета. С 1705 по 1706 год он был верховным адмиралом Шотландии. Он был хранителем Тайной печати Шотландии с 1709 по 1713 год и служил хранителем Большой печати Шотландии с 1716 по 1733 год. Он также был лордом регентства Великобритании в 1714 году, после смерти королевы Анны Стюарт.

## Титулатура
- 2-й маркиз Монтроз (с 21 мая 1650)
- 6-й граф Монтроз (с 21 мая 1650)
- 2-й граф Кинкардин (с 21 мая 1650)
- 8-й лорд Грэм (с 21 мая 1650)
- 2-й лорд Грэм и Магдок (с 21 мая 1650) .